# 祖田浩一
祖田 浩一（そだ こういち、1935年8月21日 - 2005年2月7日）は、日本の作家、評論家。日本文芸家協会会員、大衆文学研究会会員、近代人物研究会(主宰)。俳号=青蜂(セイホウ)、白蜂(しろ)。 

## 略歴
島根県広瀬町生まれ。本名・咸利。早稲田大学法学部卒。卒業後の1958年04月から8年半文芸通信社に勤務し、作家の原稿とりをする。のち作家、歴史家。2001年11月、短歌結社「潮音」入会。
「いちかわ文芸」年間賞(短歌部門,平11年度)、市川市短歌協会賞(平14年度)、市川市手児奈文学賞(短歌佳作,第3回)。

## 著書
- 『寄席行燈 狂馬楽の生涯』筑摩書房　1980
- 『円空入定』講談社　1981
- 『お鯉の生涯』筑摩書房　1982
- 『歴史を変えた日本激戦史 壬申の乱から西南戦争まで』日本文芸社　1984　舵輪ブックス　『歴史を変えた激戦日本史 凄絶!血で血を洗う合戦絵巻』文庫
- 『歌麿』毎日新聞社　1985
- 『神の塔 出雲大社の暗部をえぐる』時事通信社　1986　『古代出雲巨塔の謎』中公文庫
- 『匠の肖像』朝日新聞社　1988
- 『女たちの忠臣蔵 史実の裏側』主婦と生活社　1989
- 『春日局58話』鈴木出版　1989
- 『日本史・時代の興亡 時代を築いた一族の興隆から滅亡まで』日本文芸社　1990
- 『円鍔勝三』中国新聞社編　広島県　1991　広島県名誉県民小伝集
- 『楠木正成』学習研究社　1991
- 『日本怪僧奇僧事典』東京堂出版　1993
- 『勝ち抜く戦略生き残る知恵 武将に学ぶ 不況時代を乗り切る生き方のヒント』日本文芸社　1994
- 『天下を奪った野望の日本史 覇権に隠された憎悪と怨念』日本文芸社　1994　にちぶん文庫
- 『徳川慶喜と華麗なる一族』東京堂出版　1997
- 『なぞ解き忠臣蔵』東京堂出版　1998
- 『江戸切絵図を読む』東京堂出版　1999
- 『鬼瓦』紅書房　2003
- 『不機嫌な作家たち』青蛙房　2004

## 共編著
- 『幕末維新三百藩総覧』神谷次郎共著　新人物往来社　1977
- 『昭和人物エピソード事典』編　東京堂出版　1990
- 『日本奇人・稀人事典』編　東京堂出版　1991
- 『異能異才人物事典』編　東京堂出版　1992
- 『江戸奇人・稀才事典』編　東京堂出版　1992
- 『好色家艶聞事典』編　東京堂出版　1993
- 『勝負師鬼才奇人事典』編　東京堂出版　1994
- 『ふるさと文学館 第13巻　千葉』責任編集　ぎょうせい　1994
- 『ふるさと文学館 第9巻　茨城』責任編集　ぎょうせい　1995
- 『標語・スローガンの事典』編　東京堂出版　1999

## 参考
- 不機嫌な作家たち - 紀伊国屋書店BookWeb
- 『文藝年鑑　2004、2007』新潮社
- 日外アソシエーツ人物情報
- 読売人物データベース
- 朝日新聞人物データベース